# Eleições estaduais em Mato Grosso em 1955
As eleições estaduais em Mato Grosso em 1955 ocorreram em 3 de outubro como parte das eleições gerais em nove estados cujos governadores exerciam um mandato de cinco anos em simetria com o mandato presidencial. Graças a essa particularidade foram eleitos apenas o governador João Ponce de Arruda e o vice-governador Vieira Neto, pois as eleições parlamentares tiveram lugar no ano anterior.
Nascido em Cuiabá, o governador João Ponce de Arruda é graduado em Engenharia Civil pela Escola Politécnica da Universidade Federal do Rio de Janeiro assumindo a direção do Serviço de Obras Públicas de Mato Grosso durante a interventoria de Antônio Mena Gonçalves e a seguir o Departamento de Terras, Minas e Colonização até chegar à prefeitura de Cuiabá em 1933. Eleito deputado estadual no ano seguinte, teve o mandato extinto com a imposição do Estado Novo e devido a isso ocupou a Secretaria de Agricultura, Secretaria de Viação e Obras e a secretaria-geral do estado nas interventorias seguintes. Tal como Filinto Müller ingressou no PSD e nesse partido foi eleito deputado federal por Mato Grosso em 1945 ajudando a elaborar a Constituição de 1946 reelegendo-se em 1950 e 1954.
A eleição de João Ponce de Arruda foi seguida pela vitória de Vieira Neto para vice-governador em eleição direta à parte conforme previa a legislação vigente sendo que este fora eleito deputado estadual em 1935 e em 1954 alcançou a suplência de deputado federal, o que lhe permitiu convocações pontuais para exercer o mandato.
O resultado das urnas confirmou a primeira vitória do PSD no estado desde Arnaldo Figueiredo em 1947 e trouxe à luz uma situação curiosa: foi o primeiro embate entre políticos de vertentes geopolíticas distintas se considerarmos acontecimentos posteriores: João Ponce de Arruda representa o "Mato Grosso original" enquanto Saldanha Derzi é originário da parte sul do estado que seria desmembrada no Governo Ernesto Geisel formando um novo estado com capital em Campo Grande. Sobre essa divisão aparente, embora os três governadores e a maioria dos senadores eleitos após o fim do Estado Novo sejam "nortistas" os nativos do sul conquistaram quatro das sete cadeiras de Mato Grosso na Câmara dos Deputados no ano passado e quanto ao aspecto partidário, embora a UDN tenha perdido o governo por estreita margem, a legenda manteve a maioria das cadeiras mato-grossenses no Congresso Nacional.

## Resultado da eleição para governador
O Tribunal Superior Eleitoral informa que foram apurados 99.722 votos nominais (96,66%), 901 votos em branco (0,87%) e 2.545 votos nulos (2,47%) resultando no comparecimento de 103.168 eleitores.
| Candidatos a governador do estado | Candidatos a vice-governador | Número | Coligação | Votação | Percentual |
| --------------------------------- | ---------------------------- | ------ | --------- | ------- | ---------- |
| João Ponce de Arruda PSD          | Ver abaixo -                 | -      | PSD, PTB  | 51.314  | 51,46%     |
| Saldanha Derzi UDN                | Ver abaixo -                 | -      | UDN, PSP  | 48.408  | 48,54%     |

## Resultado da eleição para vice-governador
Segundo o Tribunal Superior Eleitoral foram apurados 99.668 votos nominais (96,61%), 951 votos em branco (0,92%) e 2.549 votos nulos (2,47%) resultando num total de 103.168 eleitores.
| Candidatos a governador do estado | Candidatos a vice-governador | Número | Coligação | Votação | Percentual |
| --------------------------------- | ---------------------------- | ------ | --------- | ------- | ---------- |
| Ver acima -                       | Vieira Neto PSD              | -      | PSD, PTB  | 51.470  | 51,64%     |
| Ver abaixo -                      | Otacílio da Silva UDN        | -      | UDN, PSP  | 48.198  | 48,36%     |